# Phreatia breviscapa
Phreatia breviscapa är en orkidéart som beskrevs av Johannes Jacobus Smith. Phreatia breviscapa ingår i släktet Phreatia och familjen orkidéer. Inga underarter finns listade i Catalogue of Life.